# Katolikus mariológia
A katolikus mariológia Szűz Mária üdvtörténetével foglalkozó teológia, ahogy a pápa és a katolikus egyházatyák a zsinatokon dogmákban rögzítették Mária szerepét. Ezek a dogmák egyértelmű útmutatásokat adnak a hívőknek. Továbbá a római katolikus mariológia nem csak Szűz Mária életével foglalkozik, hanem imádságokkal, himnuszokkal, művészettel (ahol a kedvelt téma Mária volt), zenével és építészettel, a modern és az ősi kereszténység Mária-tiszteletével, a hívők mindennapi életében.

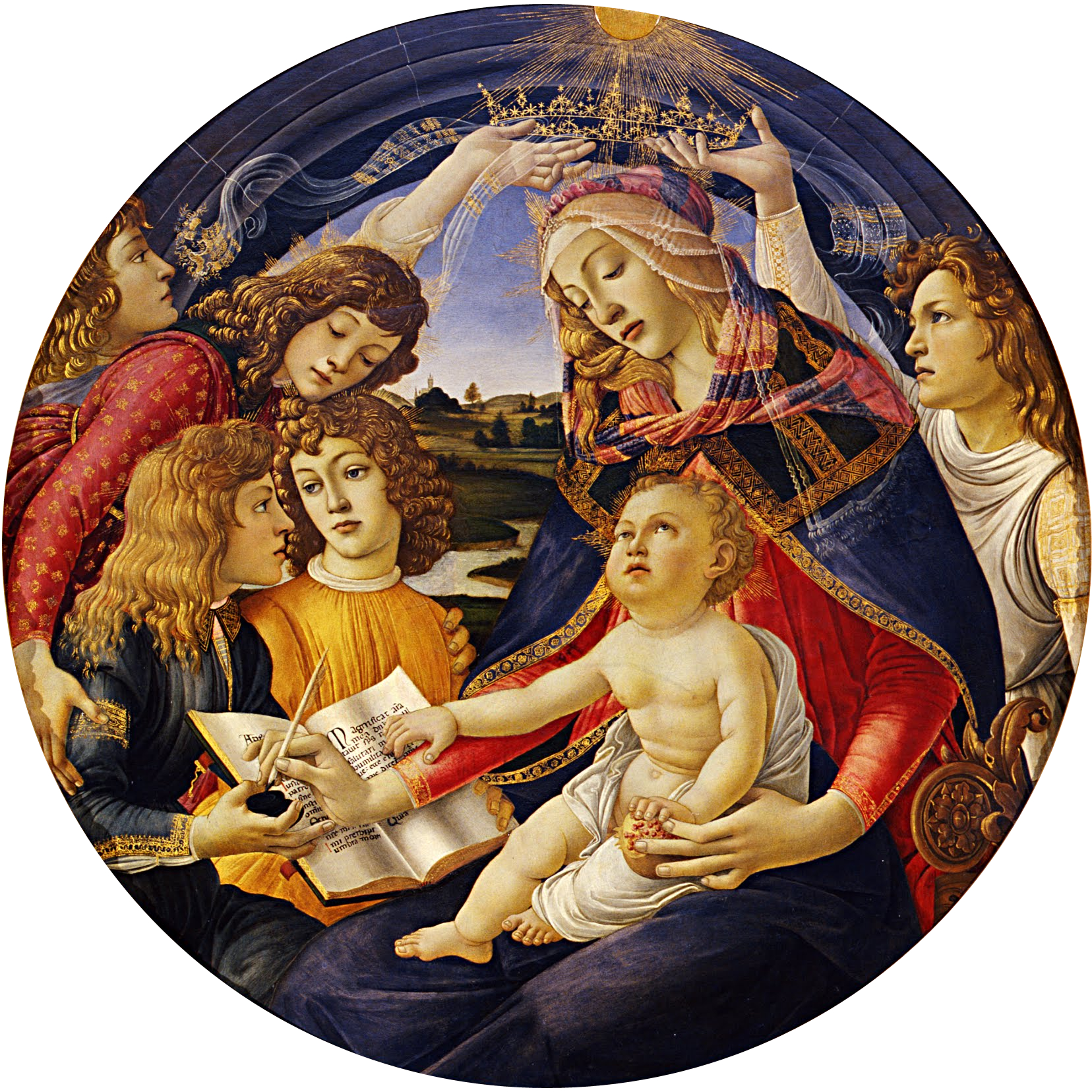
Sandro Botticelli: Magnificat című képe.

A mariológia másik része, a népiesebb ágával, az egyházi tanítóhivatal csak olyan szabályokat hozott, melyek nyitva hagynak kérdéseket, a hívők saját lelkiismeretükre bíznak hitbeli kérdéseket Máriával kapcsolatban. Ilyen például a Szűz Mária-jelenések.

## Története
Szűz Mária halálát követő évszázadokban kialakult egy spontán Mária-tisztelet keleten, Mária-ünnepek, melyekről zarándokok hoznak hírt Európába. A hagyomány alapelve mindig Mária istenanyasága volt. Azonban némely korai nézet szerint Krisztusban egy emberi személyt láttak, így tehát Mária is csak egy ember, akit tisztelni illik. Viszont ez a nézet összeegyezhetetlen Krisztus Isten Fiúságával, így az efezusi zsinaton kimondták Szűz Mária Istenszülő. 
Szűz Mária szerepét – a korai időkben – nem az egyházfők, sokkal inkább a hívők alakították, mert Máriához való ragaszkodásuk felhívta az egyházfők figyelmét, akik zsinatokon rögzítették a Mária-tisztelet módjait. A katolikus Egyház alulról szerveződő, "népies ágán" jött létre a mariológia, maguk a hívők, tágabb értelemben az Egyház alakította azt. Ezért is érthető, hogy csak viszonylag későn, a 19. században beszélhetünk igazán mariológia tanáról, addig csak az egyes egyházfők – Szűz Máriáról szóló – egyes nyilatkozatairól beszélhetünk, ami a mariológia alapjaivá váltak. Máriát nem mint emberi személyt, hanem az üdvtörténetben való és abban részvétvevőt tartják fontosnak a római katolikus teológiában. Emiatt szerepe elválaszthatatlanná tette Máriát fiától, Jézustól.

## Bibliában
- A jelenések könyve leír egy asszonyt, aki az égen tűnt fel. János evangélista látomásában nem mondja ki, hogy a jelenség Mária, Jézus anyja, azonban utal Jézusra. A katolikus mariológia Szűz Máriával azonosítja a leírt asszonyt.

„Az égen nagy jel tünt fel: egy asszony, öltözete a Nap, lába alatt a Hold, fején tizenkét csillagból korona" (Jel. 12.1). Fiút szült, fiúgyermeket, aki majd vaspálcával kormányozza mind a nemzeteket, és elragadták Istenhez és az ő trónjához. Az asszony a pusztába menekült, ahol az Isten helyet készített számára, hogy ott éljen ezerkétszáz hatvan napig.(Jel. 12.5-6)”

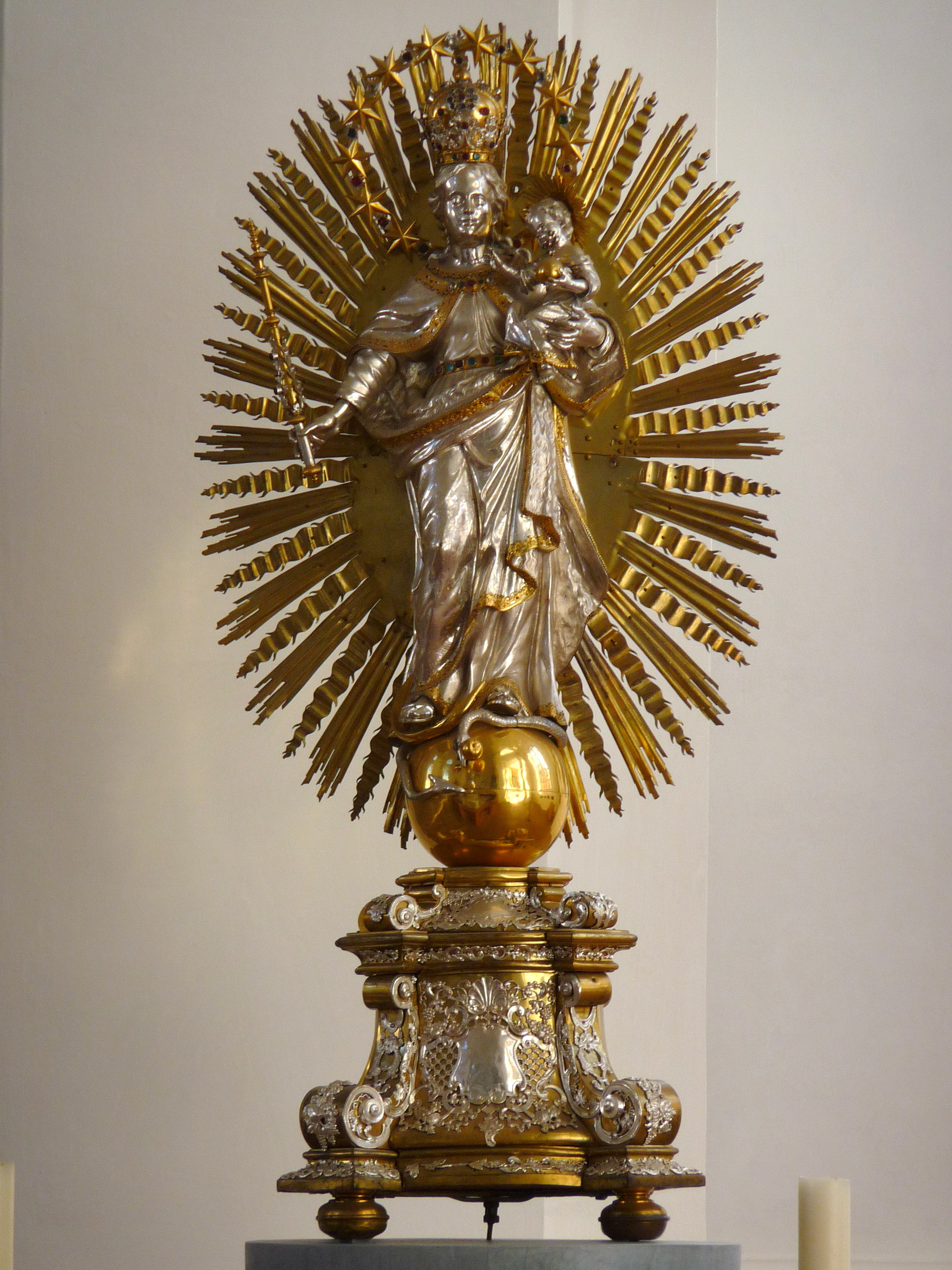
Joseph Ignaz Saller (Augsburg, 1736) által készített ezüst szobor a Napba öltözött asszonyról
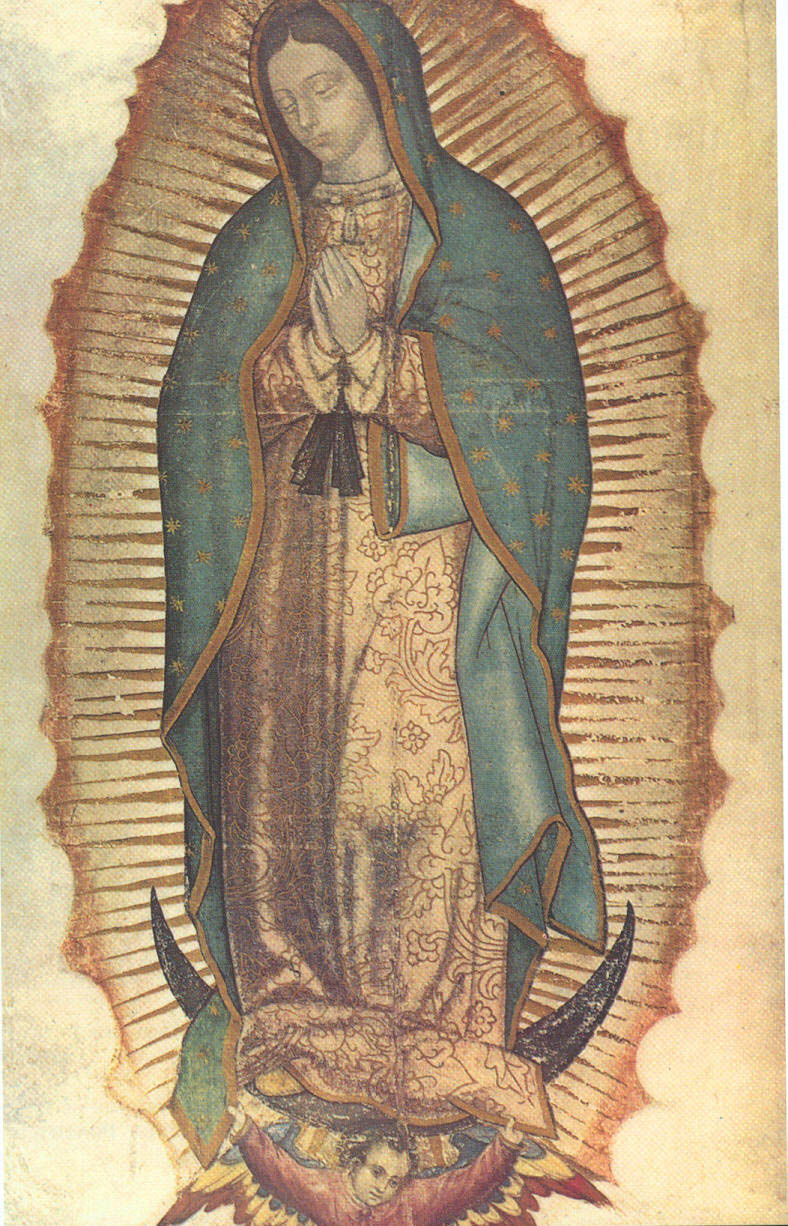
A Guadalupei Szűzanya
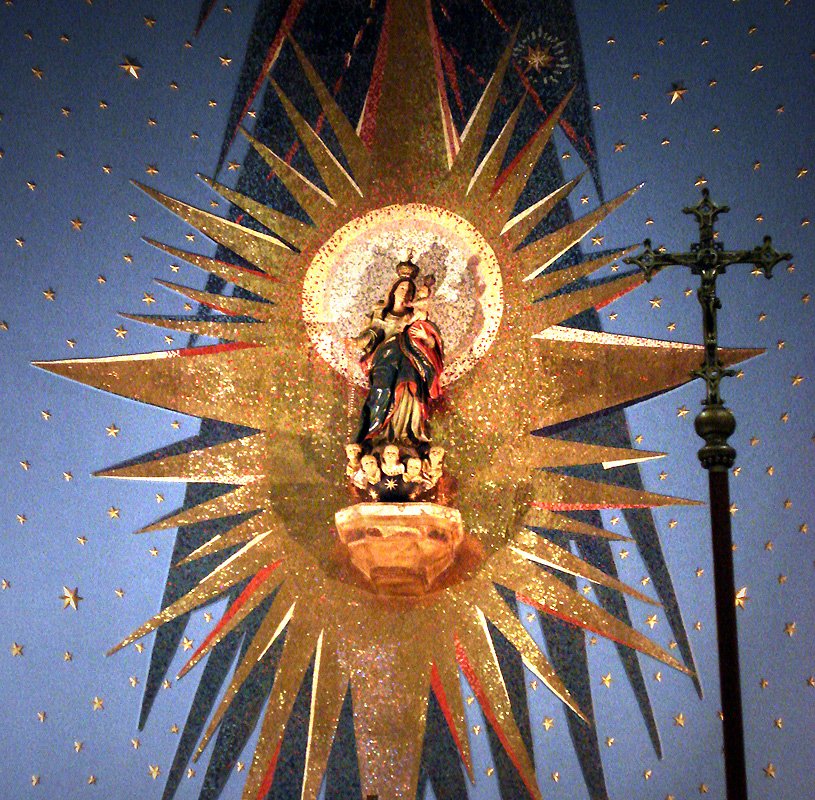
A Rózsafüzér Miasszonyunk, Portugália
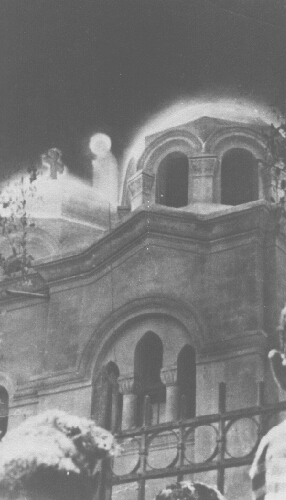
Több millió ember látott 1968-71 között egy erősen világító jelenséget egy templom tetején Egyiptomban, amelyet Szűz Máriával azonosítottak

## Korai egyházatyák

### Éva-Mária-Egyház párhuzam
- Antiochiai Szent Ignác (†110k.) leveleiben hangsúlyozza a Szent Szűz szüzességét.
- Először Hippolütosz (ellenpápa) (†235) nevezte Szűz Máriát Istenszülőnek, az Egyház Szülőanyjának. Ő, – a 2. század egyik kiemelkedő szónoka – volt aki legelőször húz párhuzamot Ádám és Krisztus között:

„Máriában fejeződött be az Ószövetség és kezdődött az új, mert méhében talált otthonra az üdvtörténet új Ádámja.”

- Órigenész Alexandriából Rómába utazik, hogy hallgassa Hippolytuszt, és tovább folytatta a Mária-Egyház párhuam gondolatát.

„Ami egykor a Szentlélek megárnyékolásával Mária szívében történt, annak kell az Egyházban misztikusan megismétlődnie.”

- Szent Jusztinusz (†165), majd Iréneusz (†202) dolgozta ki az Éva-Mária párhuzamot. Mária fordított előképe, az első emberpár Évája. Ádám és Éva, Isten által tiltott fának gyümölcséből ettek, (így nemet mondtak Istennek) és bűnbe estek, és halált hoztak az emberiségre. Egy másik emberpár, Jézus és anyja, viszont életet hozott az emberiségnek. Jézus a feltámadás és örök élet ígéretével. Mária Istennek igent mondott, amikor testébe fogadta Isten Fiát. Ha Isten Fiát szülte meg, akkor nem lehetett bűnös az az asszony, azaz Mária. Csak is bűntelen, szeplőtelen lehet, aki világra hozta Isten Fiát.

A 4. században Máriát már felcserélik, illetve egymással helyettesítik. 
- Anastasius: "Lepecsételt forrás", "zárt kert", hasonlataiban egyszerre gondol Máriára és az Egyházra:

„Áldott vagy te a hívők életszülő Anyja, Krisztus fölséges Anyja, Szent Egyház.”

- Arlesi Caesareus (†542)

„Az Egyház is istengyermeket szül”

### Imádságok Szűz Máriához
A 2. századból biztosan tudjuk, hogy szent Jusztinusz imádkozott a Szűzanya pártfogásáért. A legelső ismert imádság, az "Oltalmad alá futunk" kezdődő ima. Ez a tendencia erősödik, és több vallási vezetőben aggályok merülnek fel. A IV. században Szent Epiphaniosz, Szalamisz püspöke már a szabályozás igényével lép fel:

„Mária egészen fölséges és szent, és a legnagyobb mértékben tiszteletreméltó, de nem az imádásig.”

Kedvelt imák jelennek meg. Ugyanebben a században születik Szír Szent Efrém öt Mária himnusza. Majd egyre erőteljesebben lép fel Nestorius. Azt kifogásolta, hogy az egyistenhit mellett Máriát istennőként tisztelik, mintha Mária Istennek anyja lenne, pedig az ember Krisztus anyja.

## Dogmák
| Dogmák                 | Kihirdetés                                                        | Összefoglalás |
| ---------------------- | ----------------------------------------------------------------- | --- |
| Isten Anyja            | Efezusi zsinat (431)                                              | Mária valóban Isten Anyja, mert test szerint a világra szülte Isten testté lett Igéjét.                                                                      |
| Örökös szüzesség       | lateráni zsinat (649) és a harmadik konstantinápolyi zsinat (681) | Emberi megtermékenyítés nélkül fogant a Szentlélek által..sérülés nélkül hozta hozta világra gyermekét, és szülés után is sértetlenül megőrizte szüzességét. |
| Szeplőtelen fogantatás | IX. Pius pápa a Vatikánban. (1854)                                | "..fogantatása első pillanatától...az áteredő bűnnek minden szennyétől eleve megőrizve mentes volt."                                                         |
| Mária mennybevétele    | XII. Pius pápa a Munificentissimus Deus enciklikában (1950)       | Szűz Mária, miután befejezte az ő földi életét, a testével és a lelkével felvétetett a mennyei dicsőségbe.                                                   |

### Istenszülő –Theotokosz
Azonban Nesztoriosz nézetei csapdát rejtettek. Ennek lényege, hogyha elfogadnánk, hogy Krisztus földi életpályája során ember volt, akkor két személy lenne benne, hiszen a Bibliában számos utalás, kijelentés van arra vonatkozólag, hogy ő az Isten Fia. Egyszerre isteni és emberi személy lenne. A kialakult ellentétes nézetek megbeszélésére Efezusba hívták zsinatra az egyházatyákat. A zsinaton végül Alexandriai Szent Cirill tizenkét pontban utasította vissza a nesztorianista nézeteket. A zsinat eredményeképpen arra a következtetésre jutott, hogy Krisztus isteni személy emberi természettel. Ha viszont Krisztus Isten Fia, akkor Szűz Mária az Istennek Anyja, tehát Isten szülő. Á zsinat lezárásaként kihirdették, hogy Szűz Mária Theotokosz, azaz Istenszülő. Mivel további értelmezési különbségek merültek fel, azt majd a Harmadik konstantinápolyi zsinat szögezi le. Miszerint nem átvitt értelemben Isten anya, hanem valóságosan megfoganta és megszülte aki egyuttal Isten. Illetve azt is ekkor, 681-ben határozták meg, hogy Krisztus a fogantatás pillanatában már Isten, azt nem később vette fel.
Az ikon festők felirattal látták el az Istenanya típusú ikonokat: ΜΡ ΘΥ (Mária, Isten Fiának édesanyja). 1054 után az ortodox egyház használta csak az ikon festészet kötött szabályait, később viszont a keleti katolikus egyházak is visszatértek ehhez. (Az itt bemutatott példák csak illusztrációk, – (nem lett a római katolikus ábrázolás hagyománya az ikonfestés) – hogyan helyezhette el az ikon festészet a Theotokosz feliratot a képrombolás időszakában.)

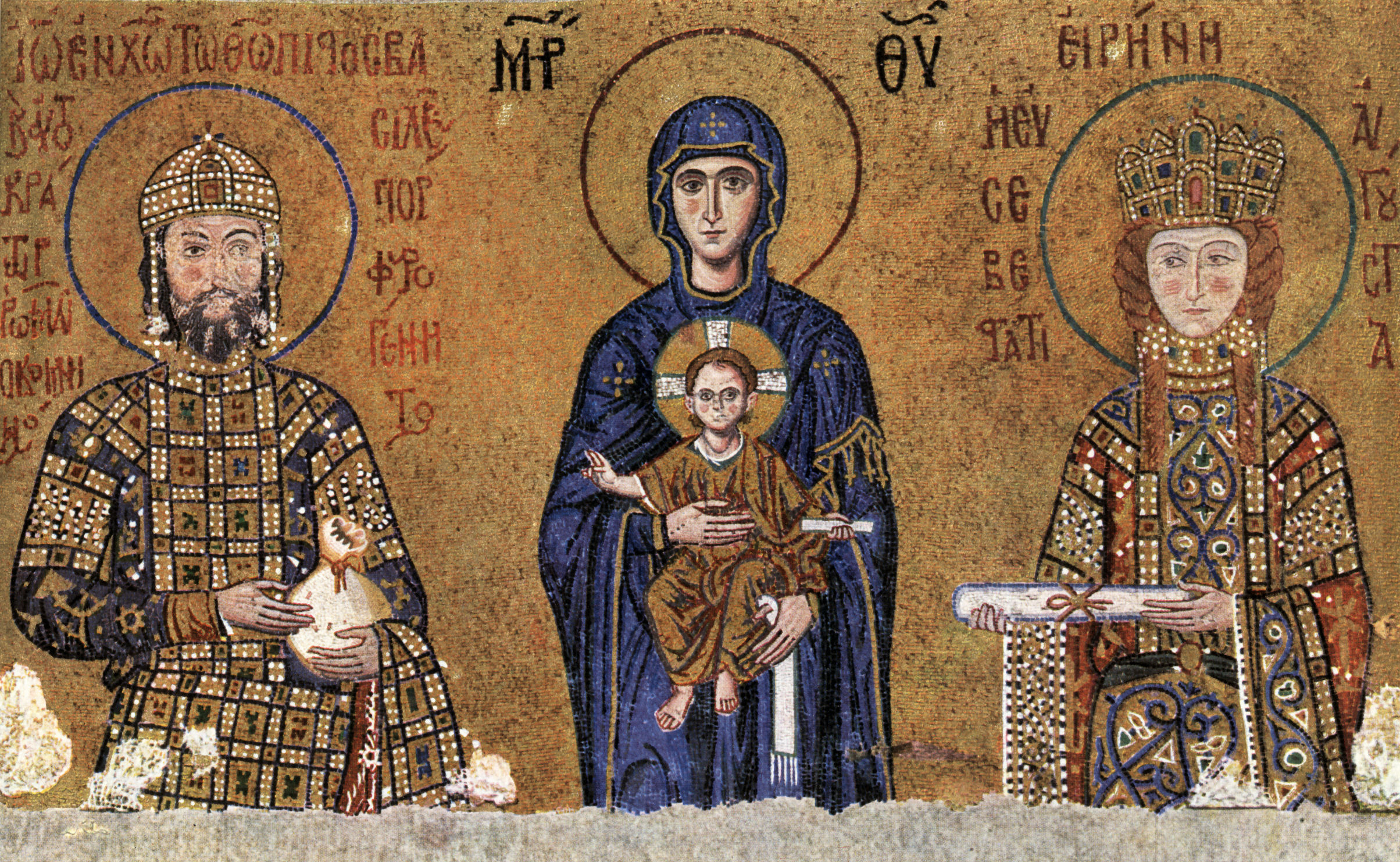
Piroska császárné a Theotokosz bal oldalán a Hagia Sophiában (mozaik)
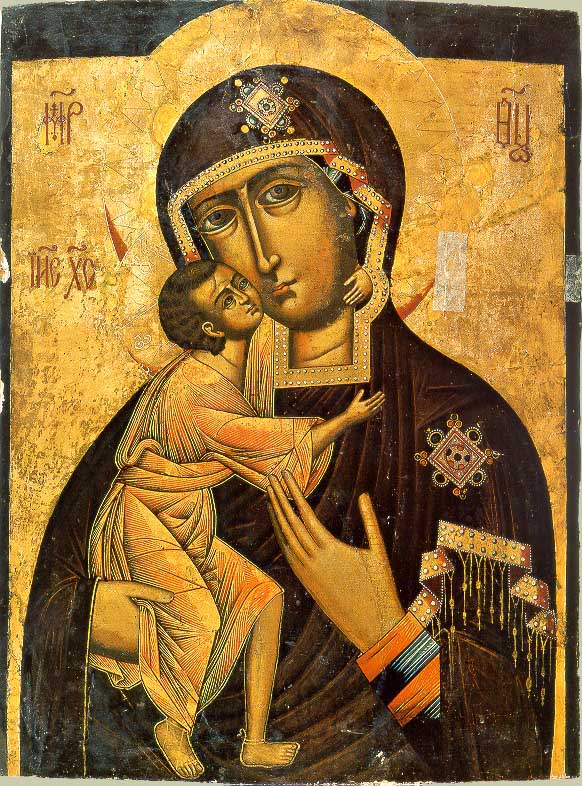
XVII. századi ikon
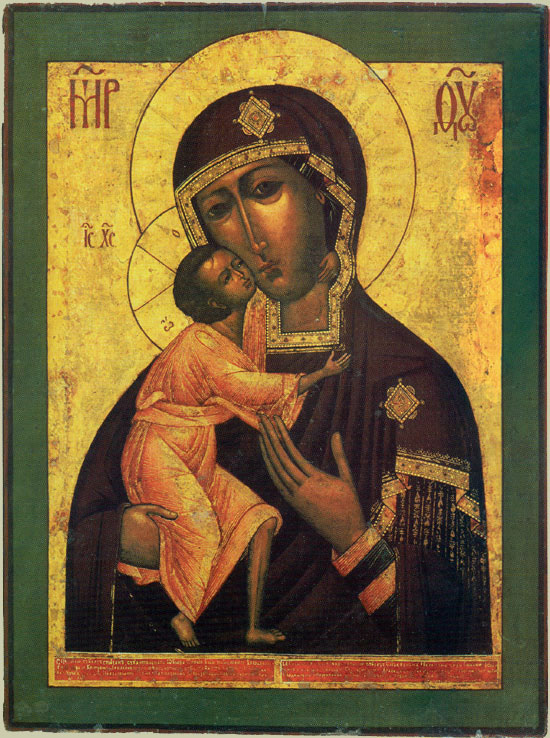
Ez az ikon példa arra – ha összehasonlítjuk az első képpel -, hogy évszázadokon át nem változtattak az ábrázolásmódon. Ikon 1759-ből
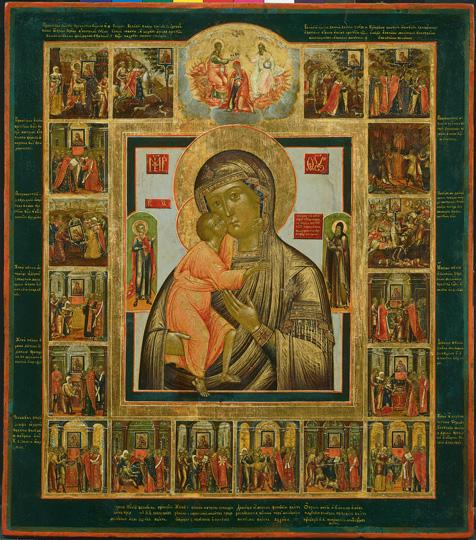
XIX. századi ikon
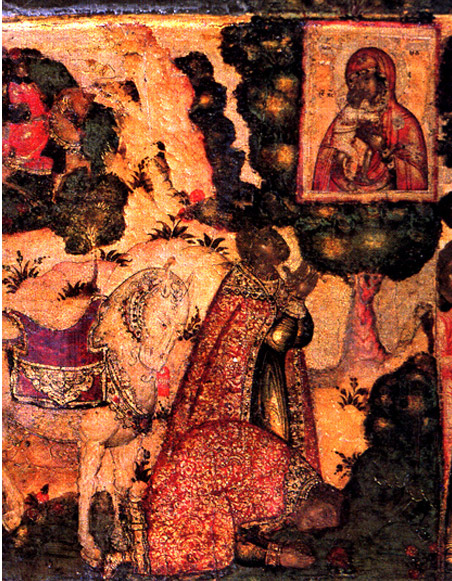
Szokássá vált az Istenszülő ikon előtt imádkozni, kérni a segítségét a harc előtt.
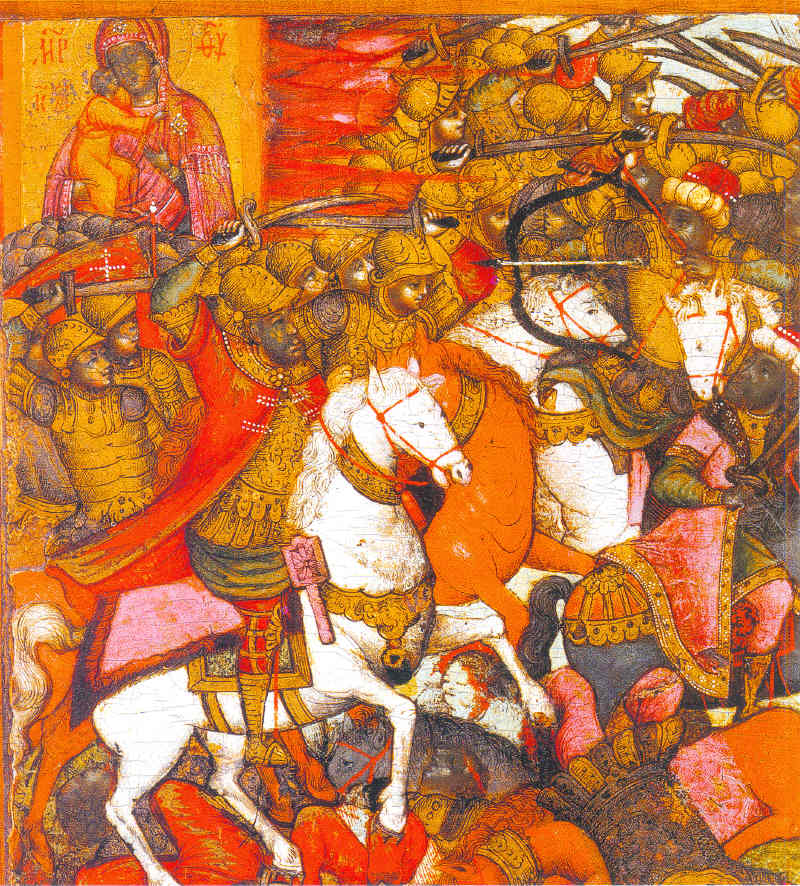
Az ikon azt ábrázolja, hogy az Istenszülő segített a harcban legyőzni az ellenséget.

Az ikon ábrázolások az idő múlásával újabb kérdést vetettek fel. Az ikonok előtt imádkoztak a hívők, többen megérintették, mintha az szent lenne. Általánossá vált, az a nézet, hogy a hívők az ikont bálványozzák, és nem az egy Istent imádják. Ezért hivatalosan pusztították a képeket két alkalommal is a bizánci birodalomban 725-787 és 815-843 között. Bár 787-ben az I. Adorján pápával egyetértésben összehívott második nikaiai zsinat, az ott megjelent háromszáz püspök Eiréné bizánci császárnő vezetésével kimondta a képek kegyes tiszteletét. De a képrombolás egy idő után újra fellángolt. Végül Theodóra császárné Metód segítségével 842-ben végleg visszaállította a képtiszteletet, s eltörölte a képrombolás szellemében fogant intézkedéseket.
Az 1054-ben történt egyházszakadás, a skizma után a Máriát ábrázoló ikon ábrázolásokat az ortodox egyház vitte tovább, míg a nyugati egyház előtt egy témában és ábrázolásmódban kötetlenebb stílus alakult ki.

### Örökszűz – Sempervirgo
Háromféle szüzességet tanít:
1. Virginitas ante partem – Szűz volt Jézus születése előtt. Ami azt jelenti férfiúi hozzájárulás nélkül isteni hatás alatt foganta Fiát.
2. Virginitas in partu – Krisztust a szüzessége megsértése nélkül szülte, Szűz Mária a szülés közben is szűz maradt.
3. Virginitas post partum – Mária szűz maradt szülés után is.A Szeplőtelen fogantatás ábrázolása szinte mindig a földgolyón – melyet a bűnt jelképező kígyó szorít – álló, esetenként holdsarlóra lépő Szűzanyát láthatjuk. (Wilhelmskirch Pfarrkirche).

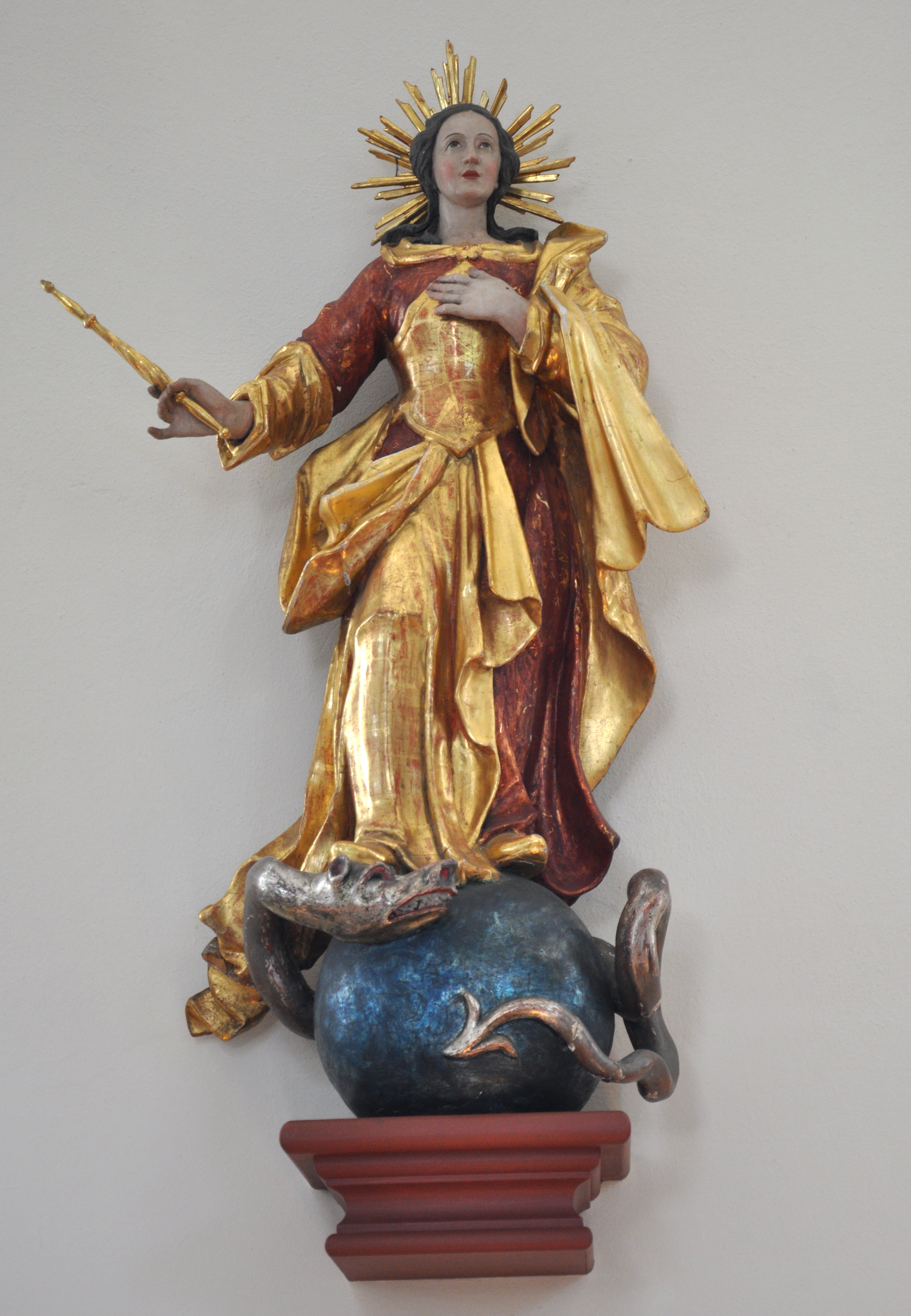
A Szeplőtelen fogantatás ábrázolása szinte mindig a földgolyón – melyet a bűnt jelképező kígyó szorít – álló, esetenként holdsarlóra lépő Szűzanyát láthatjuk. (Wilhelmskirch Pfarrkirche).

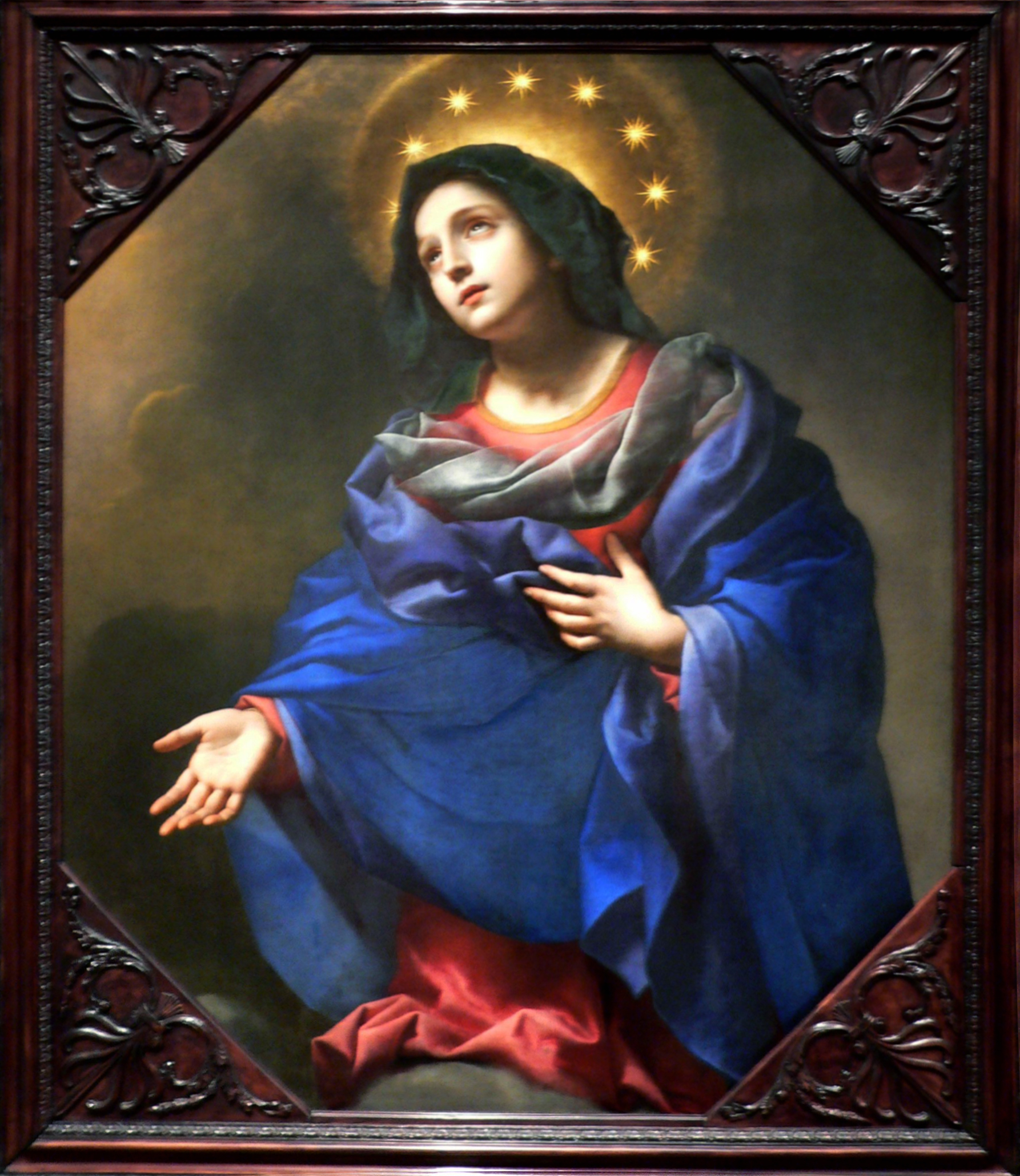
Mária tisztaságát a kék lepel jelenti
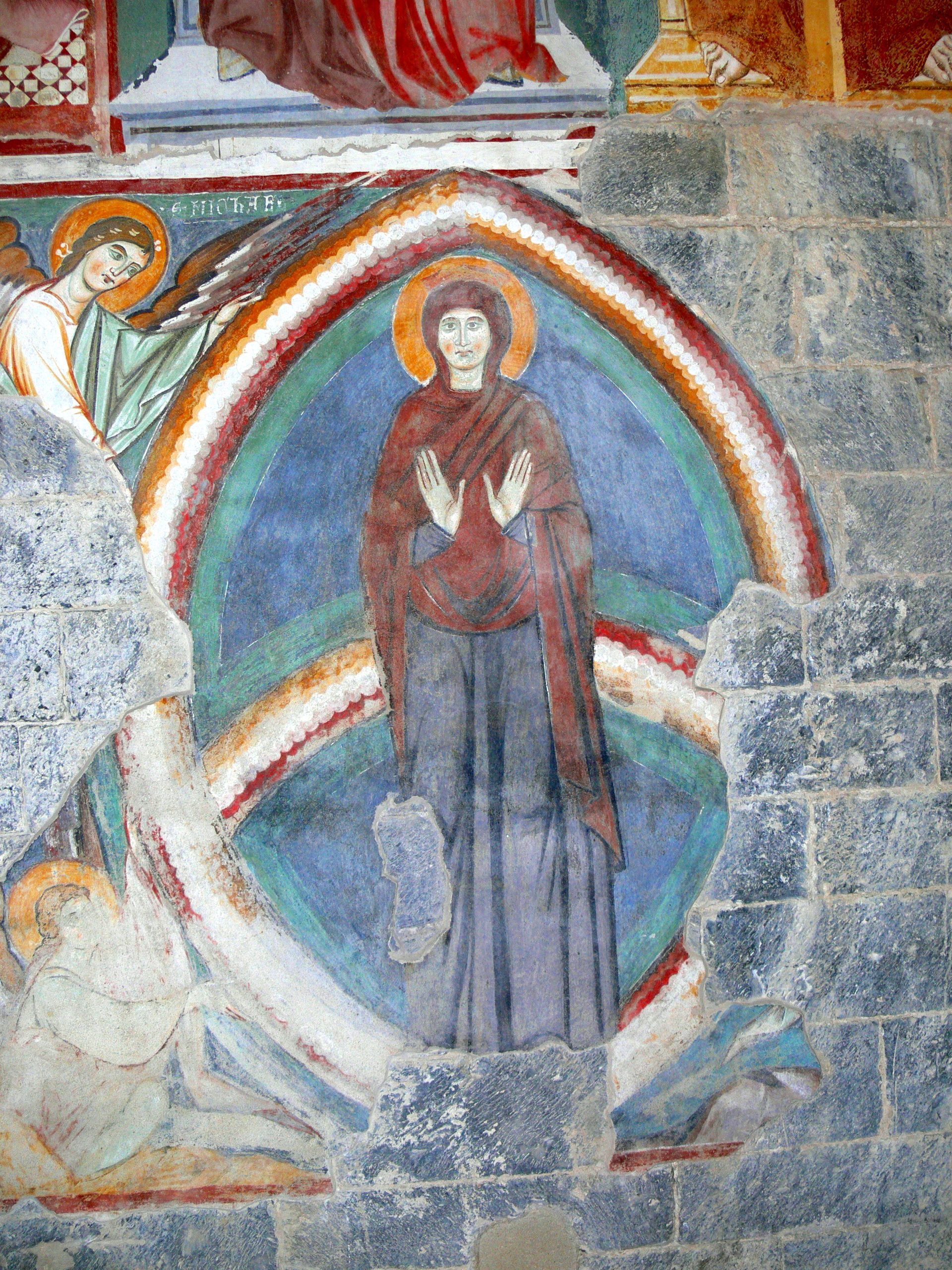
A Mandorlába foglalt Szűz Mária, a szüzességét jelképezi. Comóban a San Fedele templomban található freskó.

### Szeplőtelen fogantatás– Immaculate Conception
Keleten már a 7. században ünnepelték Mária Csodálatos fogantatását. Krétai András (†740) és Damaszkuszi Szent János (†749) Mária fogantatásáról a dogmához hasonlóan nyilatkoztak.
Isten Mária egyéniségét már öröktől fogva tervezte, annak a szerepnek betöltésére, hogy legyen Mária alkalmas az Istenanyaság betöltésére. Az egyházatyák szavaival élve Isten méltó hajlékot készített Fiának. A méltó hajlék csak egy egészen bűntelen anya lehetett csak. A dogmát erre az érvelésre "ex catedra" a pápa egy bullában hirdette ki.
1. A Boldogságos Szűzanya az áteredő bűn minden szennyétől mentes volt, fogantatása pillanatától.
2. Isten senkinek másnak nem adható adományáról van szó.

### Mária mennybevétele – Assumptio

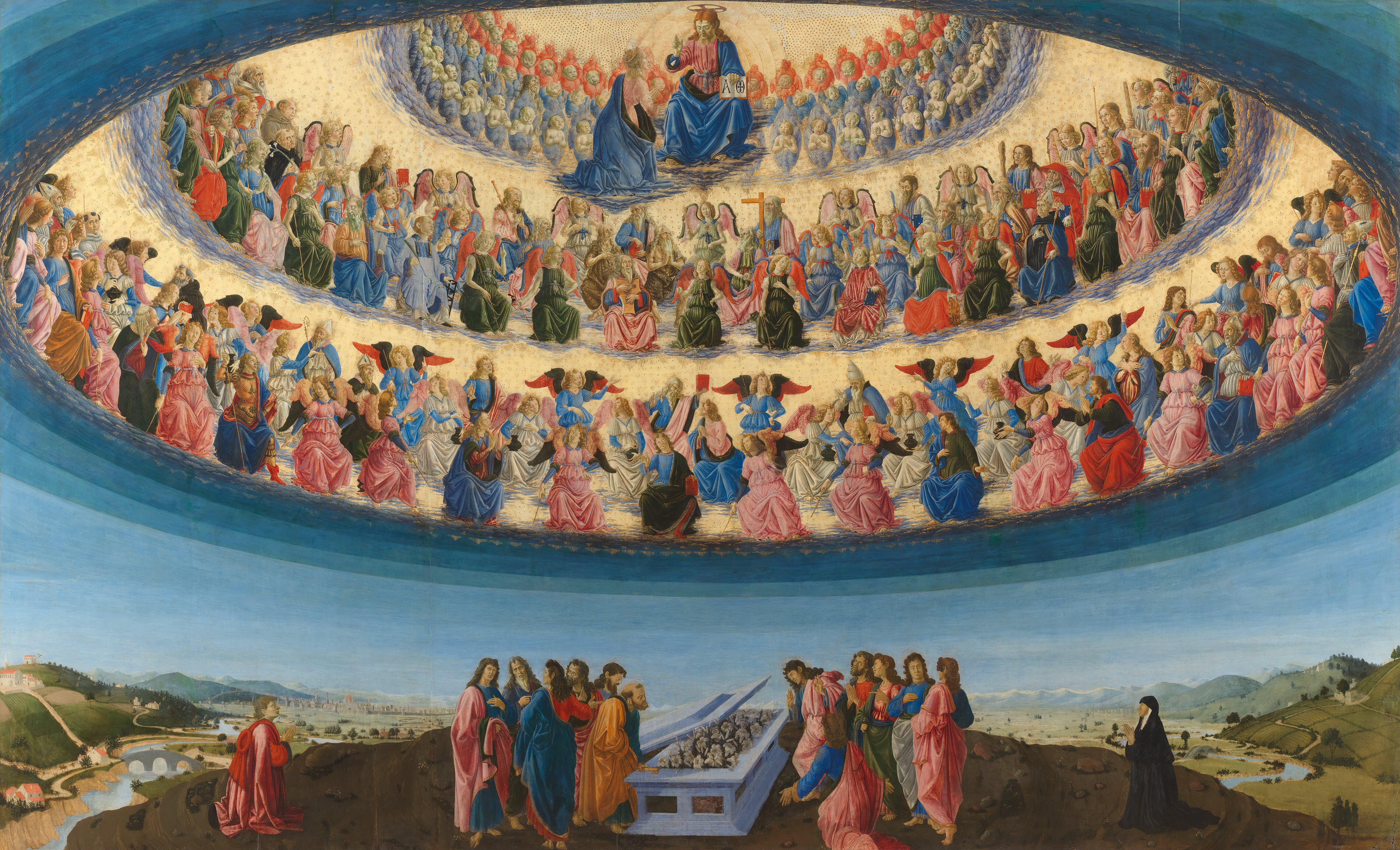
Francesco Botticini: Mária Mennybemenetele

A dogmát ugyancsak "ex cathedra" jelentette ki a Vatikán.
Mária földi életpályája befejeztével testével és lelkével felvétetett a mennyei dicsőségbe.
A megfogalmazás körültekintő.
- Nem úgy fejezi ki, hogy "halála után", hanem földi életpályája befejeztével. Ha az előbbit választotta volna a pápa, úgy állást foglalt volna arra vonatkozólag, hogy Szűz Mária meghalt, utána feltámadott és azután megdicsőült volna. A pápa nem akarta eldönteni a vitát, mert egyes hittudósok úgy vélik halál nélkül dicsőült meg Mária teste.
- A mennyei dicsőség is szándékos. Ugyancsak elhárít minden olyan találgatást mely azt kérdezni hol van a test. Csak annyit állít, hogy egyesült Istennel és élvezi a legnagyobb boldogságot.

## Mariológusok
Mariológus az, akinek teológiai szakterülete a mariológia.
Mariológiával foglalkozó magyar szakemberek: [forrás?]
- Dr. Barna Gábor néprajzkutató
- Dr. Tarnóczi János
- Dr. Molnár Gyula
- Hetény János[2] néprajzkutató, teológus
- Dr. Kovács Zoltán[3] pap, teológus, Mariológus.